# Toy terrier americano

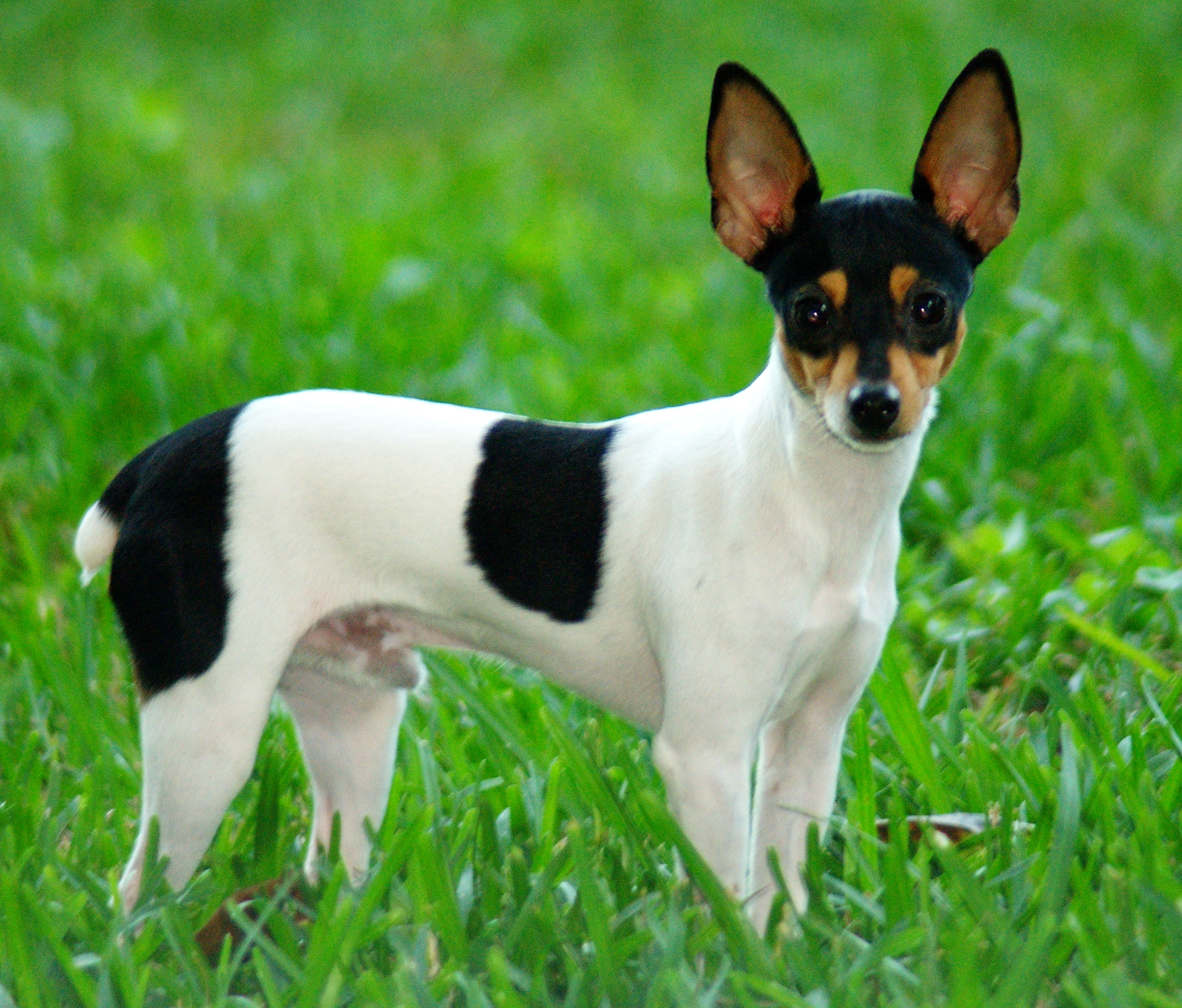
Toy Fox Terrier de la variedad tricolor

El Toy Fox Terrier, Toy terrier americano o Amertoy es una raza de perros miniatura descendiente del Fox terrier de mayor tamaño pero considerada raza separada. 

## Historia
El Toy Fox Terrier surge a principios del siglo veinte de la mano de algunos criadores de Estados Unidos. A partir del fox terrier de pelo liso se seleccionaron para la cría los ejemplares de menor tamaño. Para reducir aún más su talla, estos fox terrier de tamaño reducido se cruzaron con otras razas de perros toy, entre ellas el galgo italiano y el chihuahua de pelo corto. De este modo, se obtuvieron perros de tamaño miniatura, y se modificaron algunos rasgos físicos de los fox terrier originales, como sus orejas dobladas hacia delante en V, que pasaron a ser orejas triangulares erguidas.  

El Toy Fox Terrier es reconocido de manera oficial por primera vez como raza en 1936, por el United Kennel Club de Estados Unidos.

## Temperamento
Los Toy Fox Terriers, como otras razas inteligentes y activas pueden aprender a responder a un gran número de palabras. Suelen utilizarse en números de circo con payasos y se dice que son grandes compañeros de dueños con un buen sentido del humor.
Como las demás razas terrier, son activos, aunque quizá no tanto como el Jack Russell terrier y se dice que son buenos compañeros de personas de edad avanzada tanto como de personas con discapacidad. Son muy cariñosos y leales y no ladran si están bien entrenados.

### Citas
1. ↑  https://www.petdarling.com/articulos/fox-terrier-toy/
2. ↑  ATFTC